# Heinrich Lersch

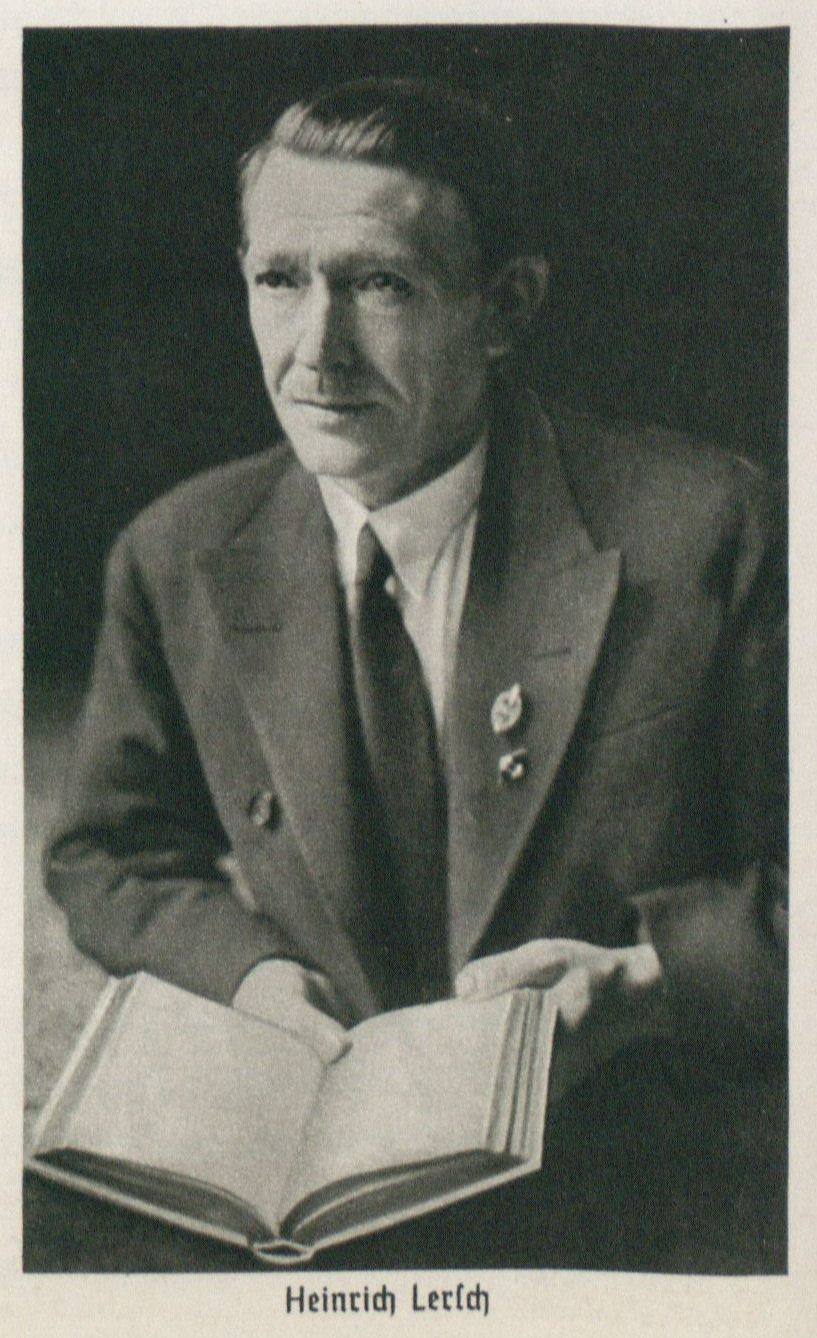

Heinrich Lersch (* 12. September 1889 in München-Gladbach; † 18. Juni 1936 in Remagen) war ein deutscher Arbeiterdichter.

## Leben
Heinrich Lersch wurde in München-Gladbach (heute Mönchengladbach) geboren. Nachdem er von seinem Vater das Handwerk des Kesselschmieds erlernt hatte, ging Lersch auf Wanderschaft und arbeitete in verschiedenen deutschen Städten.
Bei Ausbruch des Ersten Weltkriegs meldete sich Lersch als Kriegsfreiwilliger. Der Refrain seines Gedichtes „Soldatenabschied“ machte ihn noch 1914 als Kriegslyriker bekannt: „Deutschland muss leben, und wenn wir sterben müssen!“ Wegen der Folgen einer Verschüttung (Asthma, nervöse Magenbeschwerden) war Lersch ab Mitte 1915 dienstuntauglich. Die Kesselschmiede seines Vaters führte er noch bis 1924 und gab sie danach wegen eines Lungenleidens auf. Infolge seiner Krankheit kam es zu mehreren Erholungsaufenthalten im Ausland: 1926 in Davos, von 1926 bis 1928 sowie 1931 auf Capri und 1931 in Griechenland. Als Schriftsteller war Lersch Autodidakt und gilt neben seiner sozialistischen Ausrichtung als Vertreter eines katholisch geprägten Expressionismus.

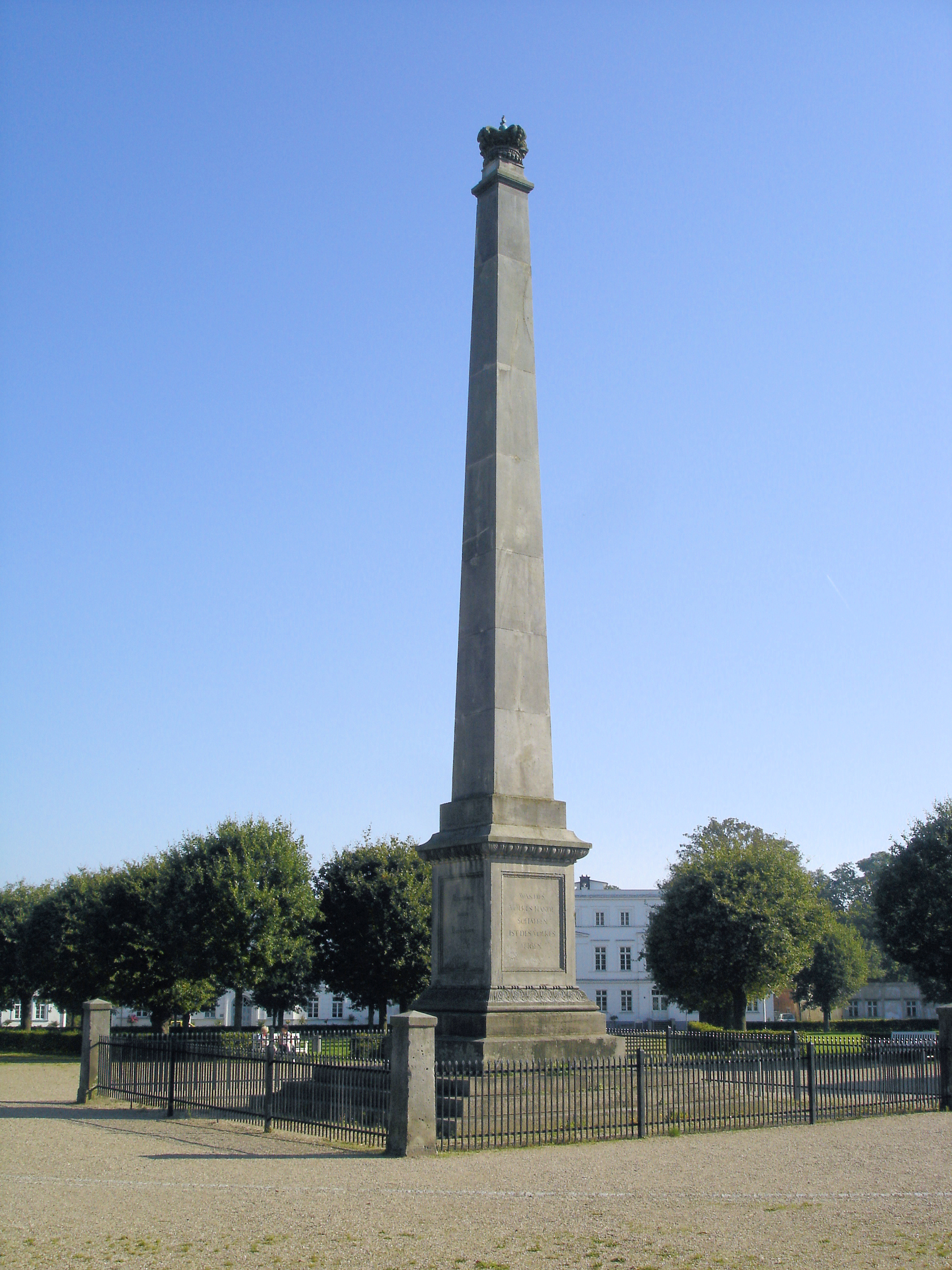
Obelisk in Putbus mit aktualisierter Inschrift von Heinrich Lersch, im September 2010

1932 zog Lersch mit seiner Familie nach Bad Bodendorf an der Ahr, um in der Nähe des Heilpraktikers Matthias Leisen zu sein.
Zu Beginn der Zeit des Nationalsozialismus, im Mai 1933, wurde er in die Preußische Akademie der Künste berufen. Im Oktober 1933 gehörte er zu den 88 deutschen Schriftstellern, die das Gelöbnis treuester Gefolgschaft für Adolf Hitler unterzeichneten. Nach dem Tod des Reichspräsidenten Paul von Hindenburg unterzeichnete er am 19. August 1934 den Aufruf der Kulturschaffenden anlässlich der „Volksbefragung“ zur Vereinigung des Amtes des Reichskanzlers und Reichspräsidenten in der Person von Adolf Hitler. Zum 1. August 1935 trat Lersch in die NSDAP ein (Mitgliedsnummer 3.701.750). Im selben Jahr erhielt er den mit 200 Mark dotierten Rheinischen Literaturpreis.
Heinrich Lersch starb 1936 in Remagen im Alter von 46 Jahren an einer Lungen- und Rippenfellentzündung. Zu seinem Ehrenbegräbnis erschienen einige tausend Trauernde.

## Familie
Zu seinen zahlreichen Enkeln gehören der Florist Gregor Lersch, der Medienhistoriker Edgar Lersch sowie der Maler und Zeichner Martin Lersch.

## Nachleben
Nach Kriegsende wurden in der Sowjetischen Besatzungszone Lerschs Werke Deutschland muß leben (1914), Herz! Aufglühe dein Blut! (1916), Klinge hinaus, schlagender Schall (1940), Wir Werkleute (1936) und Das dichterische Werk (1944) auf die Liste der auszusondernden Literatur gesetzt. Andererseits wurden in den Obelisken von Putbus anlässlich der Bodenreform 1945 die Worte Lerschs aus dem Morgenlied der neuen Arbeiter:

„Was des Volkes Hände schaffen,
soll des Volkes Eigen sein“

 aktualisierend abgewandelt in: 

„Was des Volkes Hände schaffen,
ist des Volkes Eigen“

eingemeißelt.

## Ehrungen
In Deutschland wurden mehrere Straßen (unter anderem in Mönchengladbach, Bergkamen, Bochum, Düsseldorf, Duisburg, Essen, Herten, Hilden, Köln, Münster, Unna und Zwickau) und eine Schule (die Gemeinschaftshauptschule Heinrich-Lersch in Mönchengladbach-Lürrip) nach ihm benannt.
In der österreichischen Stadt Graz wurde 2011 der Heinrich-Lersch-Platz in Helene-Serfecz-Platz umbenannt. Helene Serfecz war als Widerstandskämpferin 1943 von den Nazis ermordet worden.

## Archiv und Nachlass
Im Stadtarchiv Mönchengladbach besteht ein Heinrich-Lersch-Archiv. Ein stark angereicherter Teil seines Nachlasses befindet sich im Fritz-Hüser-Institut für Literatur und Kultur der Arbeitswelt in Dortmund.

## Künstlerisches Schaffen
Lersch beschrieb in seinen Gedichten die Härte des Arbeiterdaseins, wandte sich aber auch politischen Themen zu. In einigen Gedichten verherrlichte er den Nationalsozialismus. Er hielt Vorträge vor der Hitlerjugend und anderen Organisationen. Lerschs Spruch „Deutschland muss leben, und wenn wir sterben müssen!“ wurde nach 1918 zur Kampfparole. Sie findet sich auf zahlreichen Kriegerdenkmälern, etwa in Hamburg, aber auch als Leitspruch des Soldatenfriedhofes in Langemarck. In abgewandelter Form wurde der Satz als „Deutschland muß sterben, damit wir leben können“ in dem Song Deutschland muß sterben von der deutschen Punkband Slime in satirischer Weise aufgegriffen.

## Auszeichnungen
- 1916 Kleist-Preis (gemeinsam mit Agnes Miegel)
- 1935 Rheinischer Literaturpreis

## Werke
- Abglanz des Lebens. Gedichte (1914)
- Brüder (1915)
- Herz! Aufglühe dein Blut! Gedichte im Kriege. (1916)
- Kriegslieder. Band 2. Sekret. Volksverein – Verlag, Mönchengladbach 1917.
- Vergiß du deines Bruders Not. Arbeitergedichte. Salm – Verlag, Cöln 1917, 14 S. (Flugblätter rheinischer Dichtung, R 3, Bl.1).
- Deutschland! Lieder und Gesänge von Volk und Vaterland. 1. – 5. Tsd. Diederichs, Jena 1918, 141 S. (auch Online – Publikation)
- Schulter an Schulter. Gedichte von Krieg und Arbeit. Sekret. Soz. Studentenarbeit, Mönchengladbach 1918, 15 S.
- Der preußische Musketier. Drei Gestalten. Gedicht. Sekret. Soz. Studentenarbeit, Mönchengladbach 1918, 15 S.
- Das Land. Gedichte aus der Heimat. Sekret. Soz. Studentenarbeit, Mönchengladbach 1918, 18 S.
- Die ewige Frau. Liebesgedichte. Salm – Verlag, Cöln 1919. 15 S. (Rhein. Dichtung in Flugblättern. Sonderheft 7)
- Das ist es. Gesellschaft der Bücherfreunde, Chemnitz 1922.
- Der Augenblick. Immeln, Mönchengladbach 1925.
- Mensch im Eisen. Gesänge von Volk und Werk. Deutsche Verlagsanstalt, Stuttgart 1925, 4. – 5. Td., 1927[9]
- Capri. Dichtungen. Mit Bildern von Else Seifert. Verlag Jess, Dresden 1926.
- Manni!. Geschichten von meinem Jungen, aufgeschrieben vom Vater. Dt. Verlags – Anstalt, Stuttgart 1926. – ein Kinderbuch für Erwachsene, das Anekdoten und Begebenheiten in der Familie schildert, Lerschs erfolgreichstes Buch
- Der grüßende Wald. Legenden und Geschichten. 1. – 5. Td. Bühnenvolksbundverlag, Berlin 1927.
- Neue Erzählungen und Gedichte. Orplid – Verlag, Mönchengladbach 1927.
- Stern und Amboß. Gedichte und Gesänge. 1. – 4. Tsd. Arbeiterjugend-Verlag, Berlin 1927.
- Hammerschläge. Ein Roman von Menschen und Maschinen. (1930)
- Biographisches über Hein Minkenberg in: Kunstgewerbeschule Aachen (Hrsg.): Werkklasse Professor Hein Minkenberg. Aachen 1931
- Mit brüderlicher Stimme. Gedichte. (1934)
- Die Pioniere von Eilenburg. Roman aus der Frühzeit der deutschen Arbeiterbewegung. (1934)
- Im Pulsschlag der Maschinen. Novellen. (1935)
- Deutschland muß leben! (1935)
- (posthum) Unter den Hämmern. Erzählungen aus der Welt der Kesselschmiede. Reihe: Berckers kleine Volksbibliothek, 36. Butzon & Bercker, Kevelaer 1950[10]